# Giovanni Sio
Giovanni-Guy Yann Sio (Saint-Sébastien-sur-Loire, Francia, 31 de marzo de 1989), conocido como Giovanni Sio, es un futbolista marfileño que juega como centrocampista en el Ratchaburi F. C. de la Liga de Tailandia.

## Biografía
Giovanni Sio nació en 1989 en Saint-Sébastien-sur-Loire, un suburbio de la ciudad francesa de Nantes. El jugador tiene ascendencia de Costa de Marfil, por lo que cuenta con la doble nacionalidad franco-marfileña.
Desde categoría alevín perteneció a la escuela de fútbol del FC Nantes Atlantique. Pasó por las categorías inferiores del Nantes y siendo jugador sub-19 llegó a debutar con el primer equipo del FC Nantes en un Olympique Lyonnais-FC Nantes de la temporada 2006-07. Durante su paso por las categorías inferiores d el FC Nantes llegó a ser internacional con la selección francesa en las categorías sub-16, sub-17 y sub-18.
Sin embargo el jugador fue desechado por el FC Nantes y en septiembre de 2007 fichó por la Real Sociedad de Fútbol, que lo integró en su equipo filial, aunque el jugador no pudo debutar hasta la apertura del mercado de invierno en el mes de diciembre. Sio fue fichado por 2 temporadas por la Real con una opción a una tercera.
Durante las temporadas 2007-08 y 2008-09 Sio jugó con la Real Sociedad B un total de 37 encuentros. El sábado 6 de septiembre de 2008 Sio debutó con la Real Sociedad en partido de Liga de la Segunda División Española frente al Real Zaragoza Durante unos meses al principio de la temporada contó para el entrenador del primer equipo, Juanma Lillo que le hizo entrenar con el primer equipo y entrar en alguna convocatoria. Sio llegó a aparecer en 3 partidos oficiales con el primer equipo, 2 de Liga y 1 de Copa del Rey. Sin embargo al finalizar la temporada fue dado de baja por el club que no hizo efectiva su opción de prorrogar el contrato del jugador.
Sio fichó entonces por el FC Sion de la Superliga Suiza. Tras una primera temporada integrado en el equipo Sub-21 del FC Sion, en la temporada 2010-11 finalmente fue ascendido al primer equipo y jugó regularmente en la Superliga Suiza. Tuvo un gran rendimiento, marcando 13 goles en 34 partidos oficiales durante la temporada. El FC Sion se hizo con la Copa Suiza.
En julio de 2017 el Montpellier Hérault Sport Club lo fichó, proveniente del Stade Rennais Football Club, junto a su compañero el central portugués Pedro Filipe Mendes.

## Selección nacional
Sio cuenta con doble nacionalidad, lo que le permitía haber escogido jugar ya sea para Francia o Costa de Marfil a nivel internacional. Luego de ser internacional con la selección sub-20 francesa decidió representar a Costa de Marfil a nivel absoluto.
El 1 de junio de 2014, luego de haber sido incluido en la lista preliminar en mayo, Sio fue ratificado en la nómina definitiva de 23 jugadores que representarían a su país en la Copa Mundial de Fútbol de 2014, haciendo de esta la segunda ocasión en la que disputará el torneo.

### Participaciones en Copas del Mundo
| Mundial                        | Sede   | Resultado    |
| ------------------------------ | ------ | ------------ |
| Copa Mundial de Fútbol de 2014 | Brasil | Primera fase |

## Clubes
| Club                               | País                   | Año       |
| ---------------------------------- | ---------------------- | --------- |
| F. C. Nantes "II"                  | Francia                | 2006-2007 |
| Real Sociedad "B"                  | España                 | 2007-2009 |
| F. C. Sion                         | Suiza                  | 2009-2011 |
| VfL Wolfsburgo                     | Alemania               | 2012-2013 |
| F. C. Augsburgo (cedido)           | Alemania               | 2012-2013 |
| F. C. Sochaux-Montbéliard (cedido) | Francia                | 2013      |
| F. C. Basilea                      | Suiza                  | 2013-2015 |
| S. C. Bastia (cedido)              | Francia                | 2015      |
| Stade Rennais F. C.                | Francia                | 2015-2017 |
| Montpellier H. S. C.               | Francia                | 2017-2019 |
| Al-Ittihad Kalba S. C. (cedido)    | Emiratos Árabes Unidos | 2018-2019 |
| Gençlerbirliği S. K.               | Turquía                | 2019-2021 |
| F. C. Sion                         | Suiza                  | 2021-2023 |
| Ratchaburi F. C.                   | Tailandia              | 2023-     |

## Palmarés

### Títulos nacionales
| Título             | Club          | País  | Año  |
| ------------------ | ------------- | ----- | ---- |
| Copa de Suiza      | F. C. Sion    | Suiza | 2011 |
| Superliga de Suiza | F. C. Basilea | Suiza | 2014 |